# 白山同學與黑色手提袋
《白山同學與黑色手提袋》是鈴木鈴撰寫，繪製插畫的日本輕小說作品，中文版由東立出版社代理發行。

## 故事簡介
主角平澤衡，某天無意間目擊到白山同學片刻不離身的黑色手提袋的秘密。手提袋中藏著另外一個世界——「囊界」，裡面住著「阿賴耶識」，還有名為九衛的手提袋守護者。為了幫助背負著保護手提袋使命的白山同學，衡與圖書館社的同伴們不斷被捲入騷動當中……

## 登場人物

### 主要登場人物
平澤 衡
本作主角。教王護國學園一年生。隸屬於圖書館社。
身受詛咒，每天一定會被東西砸到一次，因此對痛的忍耐度很高，就算受到了阿賴耶識的攻擊都還忍的住。
能夠使用他人理應無法使用的「九絕門」。個性優柔寡斷，但常替白山同學挺身而出。
白山 閑花
衡的同班同學，別人都用「白山同學」稱呼他，名字一直到第一集最後面才出現。
有著不可思議顏色的眼睛，留著絲絹般的純白長髮，總是帶著黑色的大手提袋，是個讓人印象深刻的美少女。外表常讓人分不出是想睡覺還是在發呆，散發出讓人難以親近的神秘氣質。
手提袋的主人，背負著保護包包和保守秘密的責任。為了保護包包而盡量不接近他人，在遇到衡等人以前，甚至沒有九衛以外的朋友或家人。個性膽小，容易陷入恐慌狀態。
第一集最後加入圖書館社後開朗的表情增加許多，變的比較容易親近。
和九衛好像姊妹一般，在九衛身邊表現的很開朗，態度也強硬許多，衡和伊織看了私底下認為她「在家一條龍，出外一條蟲」。
衡知道手提袋的祕密後依然把白山同學當作朋友看待，遇到阿賴耶識時也毫不猶豫的伸出援手，讓白山同學相當信任他，並對他有好感。
九衛
負責保護手提袋主人的「手護靈」，能使用九絕門。
黑髮在後面綁成馬尾，身穿少數民族風的黑衣。外表看起來比衡小兩三歲。
負責保護手提袋主人與把跑到外界的阿賴耶識送回囊界。戰鬥能力強大，能夠輕易打倒普通的阿賴耶識。
個性高傲，無論是對人或阿賴耶識都很不客氣，但對白山同學無條件的信任，兩人感情很好，像姊妹一般。
桐谷 伊織
衡的同班同學，隸屬於圖書館社。
身材高大壯碩，加上嚴肅的外表，讓初次見面的人難以接近。身體能力雖然比不上阿賴耶識，但遠超過一般人。給人唯我獨尊的感覺，連十叶等人組成的不良集團都不敢隨便動他。
和外表相反，個性十分溫和纖細，很容易受傷。腦筋動得很快，也稍微會用電腦。
和衡是國中時代以來的朋友，但兩人曾經大吵一架。
非常喜歡有趣的事，常用有點強硬的手段探聽自己想知道的事，加入圖書館社也是為了這個目的，和有相同傾向的青嵐很合得來。
遠咲 朱遊
教王護國學園二年級生，圖書館社副社長。
留著黑色長髮，給人聰慧的印象。個性理智，圖書館中最會動腦的人，表情個性冷靜，因為虐待傾向而讓人敬而遠之，被稱為「圖書館社的魔女」。
和伊織一樣對有趣的事沒有抵抗力，常使用監視攝影機和竊聽器收集情報。「KI」號檔案中收藏許多能夠脅迫他人的情報，是大家害怕她的最大原因。
喜歡可愛的女性，其中柔弱女性困惑的神情最讓她受不了。相當中意白山同學，常因為她而失去冷靜的態度，曾因為太興奮而流鼻血昏倒。
葛葉 青嵐
教王護國學園二年級生，圖書館社社長。於第二集登場。
頭髮有點亂，外表清秀，很難一眼就判斷出性別的少女。身輕如燕加上瞬間爆發力，讓她能夠和伊織勢均力敵。
身材沒有起伏（根據衡所言，甚至在九衛之下），自稱「僕」，又愛穿男生制服，讓她常被誤會成男生。
希望能夠過著無拘無束的自由生活，名義上是圖書館社社長，但很少出現。
老家是名為教國寺的寺廟，因為寺廟的關係，小時後就認識朱遊，並成為好朋友。常用親吻代替問候。
和伊織意氣相投，常一起玩樂。

### 阿賴耶識
美亞
表層出身的阿賴耶識，領域為「天塔瓦解」。
身著黑色洋裝的金髮少女，外表看起來不到十歲。
像小孩子般的天真無邪。因為想看看外面的世界而從手提袋中跑出來。
薇薇
「遊墮」的薇薇，表層出身的阿賴耶識，領域是「悠遊王」。
桃色捲髮少女。外表看起來和美亞差不多年紀。
和美亞一樣天真無邪，但比美亞陰沉。常和美亞一同行動。
阿卡夏
「狹霧」的阿卡夏。領域是「迷妄遺忘（迷妄アムネジア）」。口氣和外表很難判斷性別的女性，在第二集登場。
在拘束服上套著軍服，灰髮異樣的長，眼睛用繃帶包住，眼睛的部分畫著黑色圓圈。講話的語氣十分特殊。
非常感謝白山同學的母親白山奈由花的恩情，希望將白山同學從守護手提袋的使命中解放出來。
寬沿帽
擔任「判官」的阿賴耶識，深層出身。領域不明，在第二集登場。
披著斗篷，頭戴寬沿帽。能夠操縱數個浮在空中，帶著手套的手。
擁有許多阿賴耶識的情報，有時會提供給九衛。
流姐
「泡波」的流姐。領域是「泡沫都市群」。在第三集登場。
穿著旗袍，下半身是蛇的阿賴耶識，個性殘虐，非常好戰。
想要獨占手提袋，並對守護靈（並非九衛）復仇。
在汐快溺斃時把救了她，後來就把她當成部下。只要汐不要反抗就會溫柔的對待她。
穆爾・美爾
「戀衣」的穆爾・美爾，中層出身的阿賴耶識。領域是「戀愛絕症（死に至る恋患い）」。
紅髮絕世美少女，身穿桃色睡衣，擁有傲人身材。平時輕飄飄的浮在空中。
衡碰到她的領域，觸動其發動條件因而愛上了衡。常用各種方式誘惑衡。
為了戀愛而活，知道各種誘惑異性的手段。

### 其他角色
宮代 葉月
衡的同班同學。
國中時就和衡與伊織相識，和白山同學是宿舍室友。
個性開朗，能夠自然而然的親近任何人，有很多朋友。白山同學一個人的時候常積極的接近她。
對伊織有好感，對沒辦法直率的表達（傲嬌），伊織完全沒注意到她的心意。
十葉 智惠
衡的同班同學。
不良集團的領導者，品性不好。對白山同學的手提袋感興趣，讓美亞與薇薇跑出手提袋的罪魁禍首。
被遠咲威脅後受到了心靈創商，看到她的臉就會不由自主的害怕。因為品行不好，圖書館社員對她不是很在意，常受到過分的對待。
誤以為青嵐是男生而喜歡上她。
川崎 宗
衡的同班同學，衡和伊織的朋友。
高中以後教的朋友，和伊織意氣相投。
第二集後出場次數遽減。
白山 奈由花
白山同學的母親，前代的手提袋主人。
詳細經過不明，現今下落不明。阿克夏十分感謝她的恩情。
新島 汐
身材高瘦，常在海邊渡過而曬得一身黑。喜歡畫圖，想要專攻美術。
似乎對「囊界」有所瞭解。

## 領域
領域是阿賴耶識與守護靈的能力總稱。在囊界外使用需要詠唱「領域宣言」。領域的能力在囊界外會明顯下降。領域的名稱似乎都是出自作者喜歡的遊戲。
九絕門 Val' DOR's Gate
九衛和白山同學使用的領域，名稱出處為「柏德之門」。
擁有九個不同的兵器，每個兵器能夠改變某個主題的事物。
原本除了白山和九衛以外的人碰到都會像是被靜電般的能量彈開，但只有衡不受影響（但不能使用九絕門的能力）。能使用的九絕門的原因是白山同學和九衛對他非常信任。
天塔瓦解
美亞使用的領域，名稱出處應是「Fallout」。
操作美亞的影子，並能自在的改變形狀、大小，碰到影子的傷口和裂痕會擴大。
悠遊王
薇薇使用的領域，名稱出處似乎是「THE IDOLM@STER」。
接觸到薇薇呼出來的氣息的人會失去判斷力，而被薇薇控制。能夠一次操縱很多人。
迷妄遺忘 Diablos
阿克夏使用的領域，名稱出處應是「Diablo」
能夠靠著偷走別人的呼吸而變成對方。變身後不只外表，連記憶、說話口氣等都會和本人一模一樣。變身後身體情報會同步，一邊受傷另外一邊也會受影響。
偷走的呼吸保存在喉嚨時才能變身，只要把它吸出來變身就會解除。
泡沫都市群 Civilization
流姐使用的領域，名稱出處應是「文明帝國」。
能夠操縱泡泡。將「宿泡」打進生物身體中會奪走其自由，並將其變化成「泡材」。泡材可以變成有意識的「泡子」，或當成建築物的建材使用。
戀愛絕症 S.T.A.L.K.E.R
穆爾・美爾使用的領域。名稱出處應是「浩劫殺陣：車諾比之影」。
平常像是心型的裝飾品，穆爾・美爾沉睡在其中，只要異性碰到領域就會發動能力而愛上對方，同時雙方會被鐵鍊鎖住無法分離。
第一個能力是戀情開花結果後，雙方的愛會永恆不變。
第二個能力是戀人受傷時，可以將其轉到自己身上。發動此能力必須要詠唱領域宣言。
解除方式是讓穆爾・美爾失戀，當她放棄戀情時，會回到領域當中，領域則會恢復成裝飾品的樣子。

## 名詞解釋
圖書館社
位於教王護國學園的角落，以樹林中的圖書館思書準備室為活動據點。
遠本是「文藝同好會」，後來用負責管理圖書館作為交換條件而占領了圖書館。
因為地點偏僻，學生很少使用，成了圖書館社社員的聚集地。朱遊完全把圖書館當成私有物，擅自對其進行可疑的改造。
囊界
白山同學隨身攜帶的手提袋中的世界，阿賴耶識在裡面生活。
內部風景和人類的常識大相逕庭，因為人類缺少能夠正確認知囊界的知覺「阿賴耶識」，有這種知覺的阿賴耶識能夠正確的辨識囊界。
囊界有分階層，由上而下為「表層」、「表層直下」、「中層」、「深層」、「最深層」、「核」，越深層的阿賴耶識外表越奇特，領域的影響力也越強。
基本上阿賴耶識都各自過著自己喜歡的生活，其中有一部分阿賴耶識住的很近，而形成「都市」。
阿賴耶識
囊界居民，和人類的常識大相逕庭的存在。
因為沒有人類的倫理觀念，殺人也不會感到猶豫，同時身體能力遠在人類之上。基本上順著自己的慾望生活。
守護靈
負責守護手提袋主人的存在，同時也有將逃到外界的阿賴耶識送回囊界的使命。
現在的守護靈是九衛，根據流姐所言，守護靈會換人，但以前和流姐作戰過的守護靈也是使用九絕門。

## 出版書籍

### 日文版
- 2009年3月初版發行 ISBN 978-4048676021
- 2 2009年7月初版發行 ISBN 978-4048679114
- 3 2009年11月初版發行 ISBN 978-4048681506
- 4 2010年3月初版發行 ISBN 978-4048684033

### 中文版
- 白山同學與黑色手提袋1 2009年12月初版發行 ISBN 978-9861049496
- 白山同學與黑色手提袋2 2010年5月初版發行 ISBN 978-9861049502
- 白山同學與黑色手提袋3 2011年1月初版發行 ISBN 978-9861069999
- 白山同學與黑色手提袋4 2011年8月初版發行 ISBN 978-9861083094